# Holmiodiscus filipendulae
Holmiodiscus filipendulae — вид грибів, що належить до монотипового роду  Holmiodiscus.